# Synode van Mantua (1064)
De Synode van Mantua was een door Anno II van Keulen op 31 mei 1064 (Pinksteren) in Mantua bijeengeroepen synode van Duitse en Italiaanse bisschoppen, teneinde een definitieve uitspraak te doen over de aanspraken van tegenpaus Honorius II op de troon van Petrus.
Anno II nam op vraag van Peter Damian, de bisschop van Ostia, het initiatief voor deze kerkvergadering. Want hoewel men zich reeds tijdens de synode van Augsburg (oktober 1062) in het voordeel van Alexander II had uitgesproken, bleef het schisma bestaan. Men kwam nu tot een definitieve beslissing: Alexander II moest door een eed af te leggen zich vrijspreken van de simonie waarvan hij werd beschuldigd en werd daarop door allen erkend als rechtmatige paus. Honorius II, die had geweigerd naar deze synode te komen omdat hij deze niet mocht voorzitten, trok zich nu - opnieuw geëxcommuniceerd - terug naar zich in Parma, waar hij terug zijn ambt als bisschop van Parma opnam.

## Referentie
- T. Schmidt, art. [Honorius II.], in P. Levillain (ed.), The Papacy: An Encyclopedia, II, New York - London, 2002, p. 731.